# Петровка (Михайловское сельское поселение)
Петро́вка — село в Целинском районе Ростовской области.
Входит в состав Михайловского сельского поселения.

## Население
| 2010 |
| ---- |
| 231  |

## Улицы
В селе имеется одна улица — Центральная.